# Георгије Острогорски
Георгије Александрович Острогорски (рус. Георгий Александрович Острогорский; Санкт Петербург, 19. јануар 1902 — Београд, 24. октобар 1976) био је историчар, професор византијске историје на Београдском универзитету и оснивач Византолошког института САНУ. Један је од највећих византолога двадесетог века и добитник многих домаћих и страних научних признања.

## Биографија
Рођен је у Санкт-Петербургу, школовао се у великим универзитетским центрима Немачке и Француске. Георгије Острогорски се 1933. године, после одбрањене докторске дисертације 1927. и неколико година професуре на универзитету у Вроцлаву, доселио у Србију, тадашњу Југославију. Добио је место на Београдском универзитету, на Филозофском факултету, Одељење за историју, где је на предмету Историја Византије радио читавог живота. Основао је Византолошки институт САНУ, који је, захваљујући његовом угледу, постао важна институција светске византологије.
Георгије Острогорски је написао Историју Византије публиковану 1963 године у Монаку→ .Hа немачком језику изашла је у чувеној Милеровој серији „Handbuch der Altertumswissenschaft“. Ово дело има неколико српских издања, а преведено је и на све светске језике и данас се још увек сматра једним од најсвеобухватнијих једнотомних прегледа византијске историје. У својим многобројним делима проучавао је готово све видове живота Византије: политичку историју, социјално-економску историју, историју идеја, односе са словенским светом.
Супруга му је била Фанула Папазоглу.

## Одабрана дела
- Ostrogorsky, Georg (1929). Studien zur Geschichte des byzantinischen Bilderstreites (1. изд.). Breslau: Marcus.
- Острогорски, Георгије (1935). „Синајска икона св. Јована Владимира” (PDF). Гласник Скопског научног друштва. 14: 99—106. Архивирано из оригинала 27. 06. 2023. г. Приступљено 27. 06. 2023.
- Острогорски, Георгије (1935). „Автократор и Самодржац: Прилог за историју владалачке титулатуре у Византији и у Јужних Словена”. Глас СКА. 164: 95—187.
- Острогорски, Георгије (1939). „Писмо Димитрија Хоматијана Св. Сави и одломак Хоматијановог писма патријарху Герману о Савином посвећењу”. Светосавски зборник. 2. Београд: СКА. стр. 90—113.
- Острогорски, Георгије (1948). „Утицај Словена на друштвени преображај Византије”. Историски гласник. 1 (1): 12—21.
- Острогорски, Георгије (1949). „Порфирогенитова хроника српских владара и њени хронолошки подаци”. Историски часопис. 1 (1948): 24—29.
- Острогорски, Георгије (1951). „Душан и његова властела у борби са Византијом”. Зборник у част шесте стогодишњице Законика Цара Душана. Београд: Српска академија наука. стр. 79—86.
- Острогорски, Георгије (1951). Пронија: Прилог историји феудализма у Византији и у јужнословенским земљама. Београд: Научна књига.
- Острогорски, Георгије (1952). „Постанак тема Хелада и Пелопонез”. Зборник радова Византолошког института. 1: 64—77.
- Острогорски, Георгије (1953). „Тактикон Успенског и Тактикон Бенешевића: О времену њиховог постанка”. Зборник радова Византолошког института. 2: 39—59.
- Острогорски, Георгије, ур. (1955). Византиски извори за историју народа Југославије. 1. Београд: Византолошки институт.
- Ostrogorsky, George (1956). History of the Byzantine State. Oxford: Basil Blackwell.
  - Ostrogorsky, George (1957). History of the Byzantine State. New Brunswick: Rutgers University Press.
  - Ostrogorsky, George (1968). History of the Byzantine State. Oxford: Basil Blackwell.
  - Ostrogorsky, George (1969). History of the Byzantine State. New Brunswick: Rutgers University Press.
- Ostrogorsky, George (1956). „The Byzantine Emperor and the Hierarchical World Order”. The Slavonic and East European Review. 35 (84): 1—14.
- Острогорски, Георгије, ур. (1959). Византиски извори за историју народа Југославије. 2. Београд: Византолошки институт.
- Ostrogorsky, George (1959). „The Byzantine Empire in the World of the Seventh Century”. Dumbarton Oaks Papers. 13: 1—21.
- Ostrogorsky, George (1959). „Byzantine Cities in the Early Middle Ages”. Dumbarton Oaks Papers. 13: 45—66.
- Острогорски, Георгије (1963). „Господин Константин Драгаш”. Зборник Филозофског факултета. Београд. 7 (1): 287—294.
- Острогорски, Георгије (1964). „Христопољ између Срба и Византинаца”. Зборник Филозофског факултета. Београд. 8 (1): 333—342.
- Ostrogorsky, George (1965). „The Byzantine Background of the Moravian Mission”. Dumbarton Oaks Papers. 19: 1—18.
- Острогорски, Георгије (1965). Серска област после Душанове смрти. Београд: Научно дело.
- Острогорски, Георгије; Баришић, Фрањо, ур. (1966). Византијски извори за историју народа Југославије. 3. Београд: Византолошки институт.
- Острогорски, Георгије (1968). „О серском митрополиту Јакову”. Зборник Филозофског факултета. Београд. 10 (1): 219—226.
- Острогорски, Георгије (1968). „Простагме српских владара”. Прилози за књижевност, језик, историју и фолклор. 34 (3-4): 245—257.
- Острогорски, Георгије (1969). Историја Византије. Београд: Просвета.
- Острогорски, Георгије (1969). О византијском феудализму. Београд: Просвета.
- Острогорски, Георгије (1969). Привреда и друштво у Византијском царству. Београд: Просвета.
- Острогорски, Георгије (1970). Византија и Словени. Београд: Просвета.
- Острогорски, Георгије (1970). Из византијске историје, историографије и просопографије. Београд: Просвета.
- Острогорски, Георгије (1970). О веровањима и схватањима Византинаца. Београд: Просвета.
- Острогорски, Георгије (1970). „Света Гора после Маричке битке”. Зборник Филозофског факултета. Београд. 11 (1): 277—282.
- Острогорски, Георгије; Баришић, Фрањо, ур. (1971). Византијски извори за историју народа Југославије. 4. Београд: Византолошки институт.
- Острогорски, Георгије (1971). „Комитиса и светогорски манастири”. Зборник радова Византолошког института. 13: 221—256.
- Ostrogorsky, George (1971). „Observations on the Aristocracy in Byzantium”. Dumbarton Oaks Papers. 25: 1—32.
- Ostrogorsky, Georg (1974). Byzanz und die Welt der Slawen: Beiträge zur Geschichte der byzantinisch-slawischen Beziehungen. Darmstadt: Wissenschaftliche Buchgesellschaft.
- Острогорски, Георгије (1975). „Србија и византијска хијерархија држава”. О кнезу Лазару. Београд-Крушевац: Филозофски факултет. стр. 125—137.